# Aphaniosoma
Aphaniosoma är ett släkte av tvåvingar. Aphaniosoma ingår i familjen gulflugor.

## Dottertaxa tillAphaniosoma, i alfabetisk ordning[1]
- Aphaniosoma acutum
- Aphaniosoma aldrichi
- Aphaniosoma alticolum
- Aphaniosoma annulatum
- Aphaniosoma apicalis
- Aphaniosoma approximatum
- Aphaniosoma arenicolum
- Aphaniosoma asiaticum
- Aphaniosoma ater
- Aphaniosoma aurisetulosum
- Aphaniosoma azoricum
- Aphaniosoma baezi
- Aphaniosoma bartaki
- Aphaniosoma bicarinatum
- Aphaniosoma bifalcatum
- Aphaniosoma blascoi
- Aphaniosoma brevivittatum
- Aphaniosoma brunnipes
- Aphaniosoma claridgei
- Aphaniosoma clitellatum
- Aphaniosoma collini
- Aphaniosoma corniger
- Aphaniosoma creperum
- Aphaniosoma deemingi
- Aphaniosoma dhofaricum
- Aphaniosoma digitatum
- Aphaniosoma ebejeri
- Aphaniosoma egregium
- Aphaniosoma emelianova
- Aphaniosoma eminens
- Aphaniosoma eremicolum
- Aphaniosoma falciferum
- Aphaniosoma fimbriatum
- Aphaniosoma fissum
- Aphaniosoma forcipatum
- Aphaniosoma fraternum
- Aphaniosoma frontatum
- Aphaniosoma galamarillum
- Aphaniosoma gallagheri
- Aphaniosoma gobiensis
- Aphaniosoma graecum
- Aphaniosoma grisescens
- Aphaniosoma hackmani
- Aphaniosoma hamatum
- Aphaniosoma harteni
- Aphaniosoma hungaricum
- Aphaniosoma impeditum
- Aphaniosoma impudens
- Aphaniosoma incudisternum
- Aphaniosoma kandibinai
- Aphaniosoma kerzhneri
- Aphaniosoma korneyevi
- Aphaniosoma kozlovi
- Aphaniosoma lamellatum
- Aphaniosoma latifrons
- Aphaniosoma macalpinei
- Aphaniosoma melitensis
- Aphaniosoma merzi
- Aphaniosoma micromacro
- Aphaniosoma minuta
- Aphaniosoma minutum
- Aphaniosoma mongolicum
- Aphaniosoma nartshukae
- Aphaniosoma necopinatum
- Aphaniosoma nigricauda
- Aphaniosoma nigrohirta
- Aphaniosoma nigrum
- Aphaniosoma nitididorsum
- Aphaniosoma notatum
- Aphaniosoma nudum
- Aphaniosoma obscuratum
- Aphaniosoma occidentalis
- Aphaniosoma oculicauda
- Aphaniosoma perpallidum
- Aphaniosoma piligerum
- Aphaniosoma propinquans
- Aphaniosoma proximum
- Aphaniosoma pseudorufum
- Aphaniosoma quadrinotatum
- Aphaniosoma quadrivittatum
- Aphaniosoma rabida
- Aphaniosoma retuertensis
- Aphaniosoma rufum
- Aphaniosoma scutellaris
- Aphaniosoma semiconsors
- Aphaniosoma separatum
- Aphaniosoma serpens
- Aphaniosoma serratum
- Aphaniosoma seticauda
- Aphaniosoma sexlineatum
- Aphaniosoma sexvittatum
- Aphaniosoma similis
- Aphaniosoma socium
- Aphaniosoma sodalis
- Aphaniosoma spatulatum
- Aphaniosoma spiniventris
- Aphaniosoma suboculicauda
- Aphaniosoma subtilis
- Aphaniosoma thoracale
- Aphaniosoma trisetum
- Aphaniosoma trochanteratum
- Aphaniosoma unciventris
- Aphaniosoma unicolor
- Aphaniosoma variabilis
- Aphaniosoma verecundum
- Aphaniosoma virgatum
- Aphaniosoma vivinum
- Aphaniosoma yittii
- Aphaniosoma zaharensis
- Aphaniosoma zatisevi